# Desorbimento termico (depurazione dei suoli)
Il desorbimento termico è un processo di depurazione del suolo inquinato che rimuove i contaminanti organici volatili e semivolatili contenuti nel terreno da bonificare vaporizzandoli.

## Meccanismo
La tecnica consiste nella vaporizzazione dei composti senza ossidazione né distruzione degli stessi. A seconda che i trattamenti siano effettuati in situ, cioè senza rimozione o movimentazione del suolo inquinato, quindi l'intervento avviene nel luogo della contaminazione oppure on site, cioè effettuati con movimentazione e rimozione di materiali e suolo inquinato, ma con trattamento nell'area del sito stesso (metodo meno oneroso dell'off site) possono essere individuate due categorie di processi:
- processi in situ: estrazione con vapore e riscaldamento a radiofrequenze;
- processi on site: desorbimento mediante riscaldamento diretto e desorbimento mediante riscaldamento indiretto.

Le tecnologie più diffuse sono l’estrazione con vapore, che consiste nell'immissione di vapore a temperature variabili tra 150 °C e 230 °C, sia nella zona vadosa che in quella satura, e il riscaldamento a radio frequenze, nel quale il riscaldamento del terreno avviene mediante l'energizzazione con onde elettromagnetiche nel campo delle frequenze radio.

## Desorbimento termicoin situ

### Estrazione con vapore
L'Estrazione con vapore anche definita “hot air/steam stripping” o “strippaggio con vapore” consente la rimozione dal suolo dei contaminanti volatili e semivolatili, presenti sia al di sotto sia al di sopra del livello della falda. Il sistema prevede la presenza di alcuni pozzetti di immissione posti lungo il perimetro della zona contaminata che permettono l'iniezione di vapore nel suolo a temperature che variano dai 150 ai 230 °C. Il vapore iniettato a contatto con il terreno si condensa e genera il cosiddetto “fronte di vapore”, quest'ultimo avanzando nel sottosuolo volatilizza i contaminanti che incontra lungo il suo percorso e li incanala verso un pozzo di estrazione.
La velocità di spostamento della miscela di vapore e contaminanti gassosi dipende da diversi fattori fra cui la porosità del suolo, la permeabilità all'aria e la quantità d'acqua presente e per finire dalla distanza fra punto di iniezione e di assorbimento.

#### Vantaggi
I vantaggi di questa metodologia sono i seguenti:
- Permette di rimuovere i contaminanti volatili e semivolatili presenti sia sopra che sotto il livello di falda;
- Le quantità di fluido captate dai pozzi di estrazione e successivamente trattate sono molto ridotte rispetto ai sistemi convenzionali di pump and treat;
- Permette di trattare la frazione oleosa dei contaminati;
- Al termine dell'iniezione del vapore il terreno risulta completamente sterilizzato e, dopo il raffreddamento, possono essere inseriti nel sottosuolo particolari microorganismi che riducono ulteriormente il livello residuo dei contaminanti;
- Opera a temperature più basse rispetto alle tecniche di termodistruzione.

### Riscaldamento a radio frequenze
Il processo di bonifica consiste nel riscaldare il suolo mediante l'emissione di onde elettromagnetiche nel campo delle radio frequenze. L'energia è trasmessa al terreno mediante una serie di elettrodi inseriti per mezzo di pozzi e connessi ad un trasmettitore di onde radio. In seguito, attraverso gli stessi pozzi, vengono aspirati i vapori contaminati per il successivo trattamento. 
Le temperature raggiunte nel suolo variano dai 100 ai 300 °C.

## Desorbimento termicoon site
Il processo consiste nella vaporizzazione dei contaminanti organici inquinanti presenti nel terreno da bonificare attraverso un fluido di trasporto che può essere alternativamente costituito da aria, gas di combustione o gas inerte. I contaminanti trasportati dai gas, possono essere trattati attraverso un'unità di post combustione, separati tramite un sistema a carboni attivi, o recuperati attraverso una processo di condensazione.
I costi del trattamento di bonifica on site dipendono dal contenuto iniziale di umidità, della tipologia e quantità dei contaminanti presenti e dal risultato che si vuole ottenere.

### Vantaggi
I vantaggi del processo di desorbimento termico on site sono i seguenti:
- Il terreno bonificato mantiene intatte le proprietà organiche e chimiche, consentendone il riutilizzo agronomico;
- Il sistema di depurazione dei fumi ha dimensioni ridotte;
- I costi per l'implementazione del sistema sono bassi;
- Non ci sono problematiche dovute alla combustione incompleta degli inquinanti.

## Trattamenti: distinzione per unità
I diversi tipi di trattamento si differenziano sul tipo di unità di desorbimento adottata.

### Unità di desorbimento a riscaldamento diretto
Il terreno viene riscaldato attraverso il contatto diretto con un vettore di calore. Questo può essere costituito da un tamburo rotante al cui interno viene bruciato un combustibile ausiliario. La temperatura del processo è generalmente inferiore a 420 °C e i gas in uscita dalla camera di desorbimento, che verranno captati per essere inviati al sistema di depurazione, sono costituiti non soltanto da vapore e prodotti volatili rilasciati dal terreno, ma anche dai fumi generati dalla combustione del combustibile.

### Unità di desorbimento a riscaldamento indiretto
Il processo avviene per scambio termico tra il terreno da bonificare e delle superfici metalliche che vengono riscaldate. Diversamente dalla tecnica precedente i gas in uscita dall'unità di desorbimento sono presenti in minor quantità, e sono costituiti quasi esclusivamente dal vapore e dagli inquinanti rilasciati poiché non sono presenti i gas generati della combustione. In questo caso il sistema di depurazione ha quindi dimensioni più contenute. La temperatura di processo varia da 300 a 500 °C.

## Applicazioni
Il campo di applicazione della tecnologia è quello dei contaminanti vaporizzabili, come idrocarburi aromatici e policiclici aromatici, oli minerali vari ed idrocarburi alogenati con punto di ebollizione compreso fra 100 e 250 °C. 
Per terreni uniformi e permeabili il procedimento presenta efficienze di rimozione superiori al 99%. 
L'efficienza è di molto inferiore nel caso di trattamento di suoli eterogenei, argillosi, limosi e a bassa concentrazione di partenza del contaminante (ordine di grandezza 10 mg/kg o inferiore).
Inoltre possono essere rimosse con successo sostanze inorganiche, quali NH3, H2S ed Hg, che presentano una pressione di vapore sufficientemente alta.
- La tecnica del riscaldamento a radio frequenze è utilizzata attualmente in esperimenti pilota su terreni contaminati da cherosene e solventi clorurati.
- Il desorbimento termico on-site è utilizzato con successo per la rimozione dal suolo di composti organici volatili e semivolatili ed anche di sostanze a più alto punto di ebollizione come i policlorobifenili. Il processo è invece inefficace nella separazione dei contaminati inorganici.